# D’Este
D’Este, někdy také Estenští (německy Este, italsky Este) jsou starobylý evropský šlechtický a panovnický rod původem z italského města Ferrara, který v dalších staletích vládl v rozličných státech v Německu, Itálii a jinde. Za zakladatele rodu je uváděn Azzo II. markrabě estenský (997–1097) z rodu Obertenghiů, jehož syny se rod rozdělil na dvě větve:
- Starší větev, nazývaná též Welfové, založená bavorským vévodou Welfem IV. (I.). K ní náležel Ota, který byl v letech 1198–1218 římským králem, resp. císařem. Rodovou základnou však po staletí bylo malé Brunšvicko, dokud se v osobě Jiřího I. nestali panovníky Velké Británie a Irska, kde vládli v letech 1714–1901. V německých zemích Hannoversku a Brunšvicku se u moci udrželi až do roku 1866, respektive 1918.

- Mladší větev rodu markrabat z Este, založená Fulkem I., zůstala italská. Tato větev vládla hlavně ve vévodství Ferrara (1240–1597) a v Modenském vévodství (1288–1796). V roce 1803 tato větev vymřela a její nárok (Modenu) zdědila vedlejší linie Habsbursko-lotrinské dynastie.

Azzo II. měl ještě třetího syna Huga V., který byl hrabětem z Maine.

## Welfové

### Mladší větev Welfů
Brunšvičtí vévodové (Brunšvick-Wolfenbüttel)
linie Brunšvick-Bevern
- Ferdinand Albrecht II. (1735)
- Karel I. (1735–1780)
- Karel Vilém Ferdinand (1780–1806)
- Fridrich Vilém (1806–1807, 1813–1815), jako vévoda Brunšvicko-Wolfenbüttelský

- Karel II. (1815–1830)
- Vilém (1830–1884)
- 1884–1913, princ Arnošt Augustus Hannoverský se vzdal svých práv ve prospěch pruské administrativy, období císařských regentů

Dynastie Hannoverská
- Arnošt Augustus (1913–1918), syn posledního hannoverského korunního prince, hlava Hannoverské dynastie (1923–1953)

### Hannoverská dynastie
Kurfiřti Hannoverští a vévodové Brunšvicka-Lüneburska
- Jiří, vévoda Brunšvicko–Lüneburský (1635–1641), zakladatel Hannoverské dynastie
- Arnošt August Brunšvicko-Lüneburský (1641–1692–1698), kurfiřtem od roku 1692, syn zakladatele Hannoverské dynastie
- Jiří I. (1714–1727)
- Jiří II. (1727–1760)
- Jiří III. (1760–1820) od roku 1814 králem Hannoverským

Králové Hannoverští
Hannoverské království vzniklo v říjnu roku 1814 rozhodnutím Vídeňského kongresu. Britský král Jiří III. tak po napoleonských válkách získal zpět své hannoverské državy. Kongres rovněž rozhodl o územní výměně s Pruským královstvím, díky níž rozloha Hannoverska podstatně vzrostla.
Po smrti krále Viléma IV. v roce 1837 nastoupila v Británii na trůn jeho dcera Viktorie, jelikož neměl mužského potomka. V Hannoveru ale nastoupil na trůn princ Arnošt August I., strýc královny Viktorie. Stalo se to díky starému německému následnickému řádu, tj. polosalickému zákonu, díky němuž může žena vládnout pouze pokud rod nemá muže schopné vlády.
Při hlasování v Německém spolku 14. června 1866 podpořilo Hannoversko návrh na mobilizaci spolkových vojsk proti Prusku, což o den později vedlo k vyhlášení války ze strany Pruska. Hannoverská armáda ještě zvítězila v bitvě u Langensalzy (27. června 1866), o dva dny později však musela kapitulovat. Král Jiří V. byl zbaven trůnu a Hannoversko bylo připojeno k Prusku jako provincie.
- Jiří III. (1760–1820), králem až od roku 1814, do té doby kurfiřt Hannoverský
- Jiří IV. (1820–1830)
- Vilém IV. (1830–1837)
- Arnošt August I. (1837–1851), bratr Viléma IV.
- Jiří V. (1851–1866), království obsazeno Pruskem

Králové Spojeného království Velké Británie a Irska
Syn hannoverského kurfiřta Jiří Ludvík zdědil na základě Zákona o nástupnictví roku 1714 britský trůn jako Jiří I. Britští králové vládli do roku 1814 současně jako kurfiřti Hannoverští a vévodové Brunšvicko-Lüneburští, od roku 1814 jako králové Hannoverští. Po smrti krále Viléma IV. v roce 1837 nastoupila v Británii na trůn jeho neteř Viktorie, jelikož neměl mužského potomka. V Hannoveru ale nastoupil na trůn princ Arnošt August I., strýc královny Viktorie.
- Jiří I. (1714–1727)
- Jiří II. (1727–1760)
- Jiří III. (1760–1820)
- Jiří IV. (1820–1830)
- Vilém IV. (1830–1837)
- Viktorie (1837–1901)

## Italská větev

### Markrabata estenská
- Azzo IV. (1039–1097)
- Fulk I. (1097–1128)
- Obizzo I. (1128–1193)
- Azzo V. (1193)
- Azzo VI. (1193–1212)
- Azzo VII. (1212–1264)
- Rainald I. (1264–1251)

### Pánové ferrarští a modenští
- Obizzo II. (1097–1293)
- Azzo VIII. (1293–1308)
- Aldobrandino II. (1308–1326)
- Rainald II. (1326–1128)
- Obizzo III. (1335–1352)
- Aldobrandino III. (1352–1361)
- Mikuláš II. (1361–1388)
- Albert I. (1388–1393)
- Mikuláš III. (1393–1441)
- Lionel (1441–1450)

### Ferrarští a modenští vévodové
- Borso (1450–1471)
- Ercole I. (1471–1505)
- Alfons I. (1505–1534)
- Ercole II. (1534–1559)
- Alfons II. (1559–1597)
- Caesar (1597–1598), bratranec Alfonse II., ztratil Ferraru v roce 1598

### Modenští vévodové
- Caesar (1597–1628), bratranec Alfonse II., ztratil Ferraru v roce 1598
- Alfons III. (1628–1629), zemřel roku 1644
- František I. (1629–1658)
- Alfons IV. (1658–1662)
- František II. (1662–1694)
- Rainald II. (1694–1737)
- František III. (1737–1780)
- Ercole III. (1780–1796), zemřel roku 1803, Modenu zabral Napoleon
- Marie Beatrice Ricciarda Modenská (1750–1829), jeho dcera, dědička vévodství

#### Větev Rakousko-Este (Lotrinkové)
Po smrti Ercola III. zdědil vévodský titul jeho zeť Ferdinand Rakouský-d'Este (zemřel roku 1806). Po pádu Napoleona se mohl jeho syn jako František IV. (Francesco) ujmout svého dědictví v Itálii. Krátce poté také zdědil po své matce území Massy a Carrary.
Habsbursko-lotrinští vévodové byli v roce 1831 a 1848 vyhnáni, v obou případech se však poměrně rychle vrátili k moci. Po francouzsko-piemontské válce roku 1859 byl syn Františka IV., vévoda František V. opět donucen uprchnout, tentokrát již definitivně. V prosinci roku 1859 se Modena, Parma a Toskánsko spojily ve Spojené středoitalské provincie, které byly v březnu 1860 anektovány Sardinským královstvím. František V. zemřel v roce 1875 bez následníka a tak připadl titul vévody modenského rakouské větve rodu resp. podle dohody arcivévodovi Františkovi Ferdinandovi d'Este ad personam. Po jeho smrti přešel titul přes císaře Karla I., jeho syna Roberta (který založil novou lotrinskou větev d'Este) a z něho na jeho syna Lorenze.
Modenští vévodové z rodu Lotrinků-Este
- Ferdinand I. (1803–1806)
- František IV. (1806–1846), de facto až od roku 1814
- František V. (1846–1875)